# Église Saint-Maurille de Chalonnes-sur-Loire
L'église Saint-Maurille est une église catholique située à Chalonnes-sur-Loire, en France.

## Localisation
L'église est située dans le département français de Maine-et-Loire, sur la commune de Chalonnes-sur-Loire.

## Historique
L'édifice est classé au titre des monuments historiques en 1909.

## Galerie

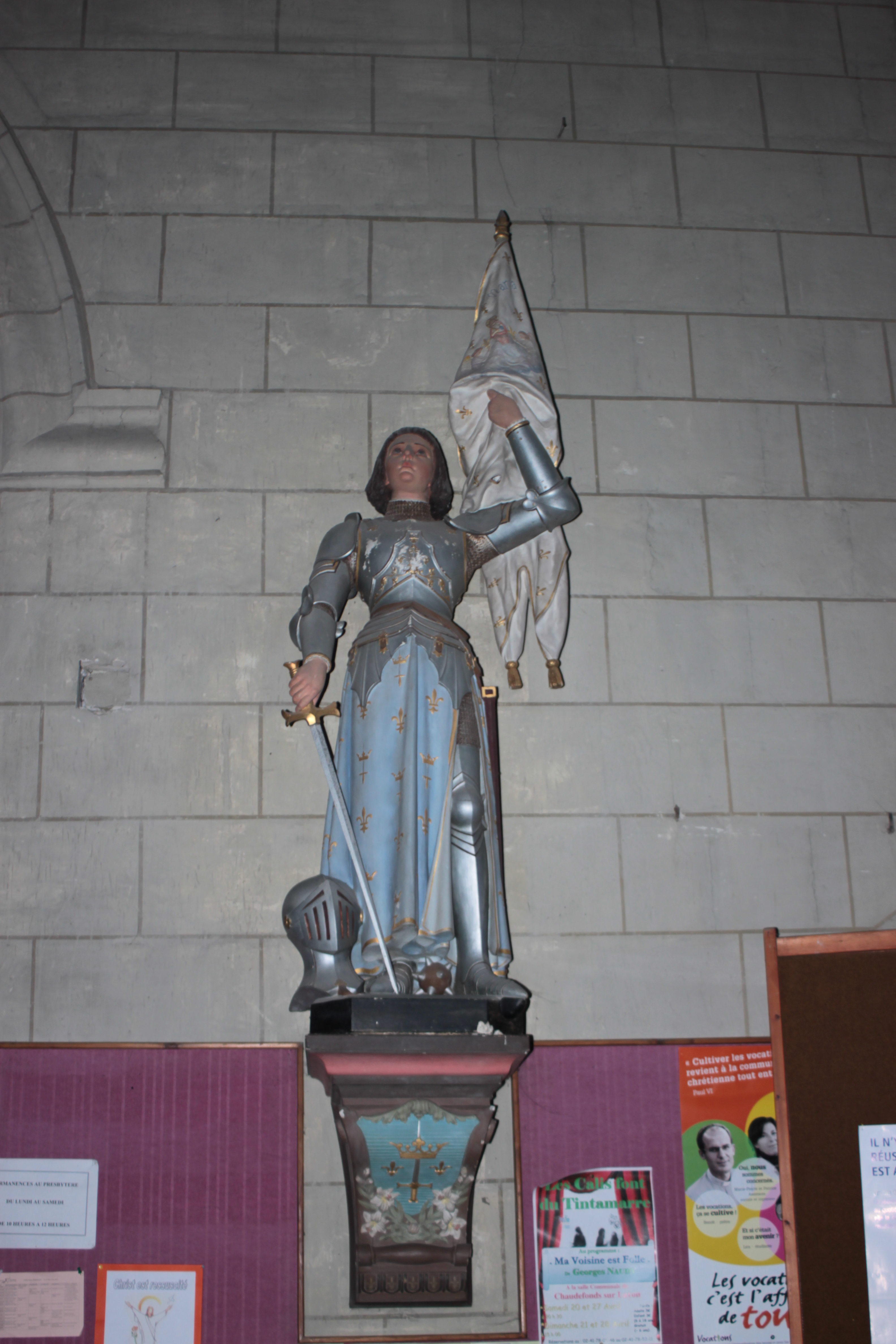
Jehanne d'Arc.
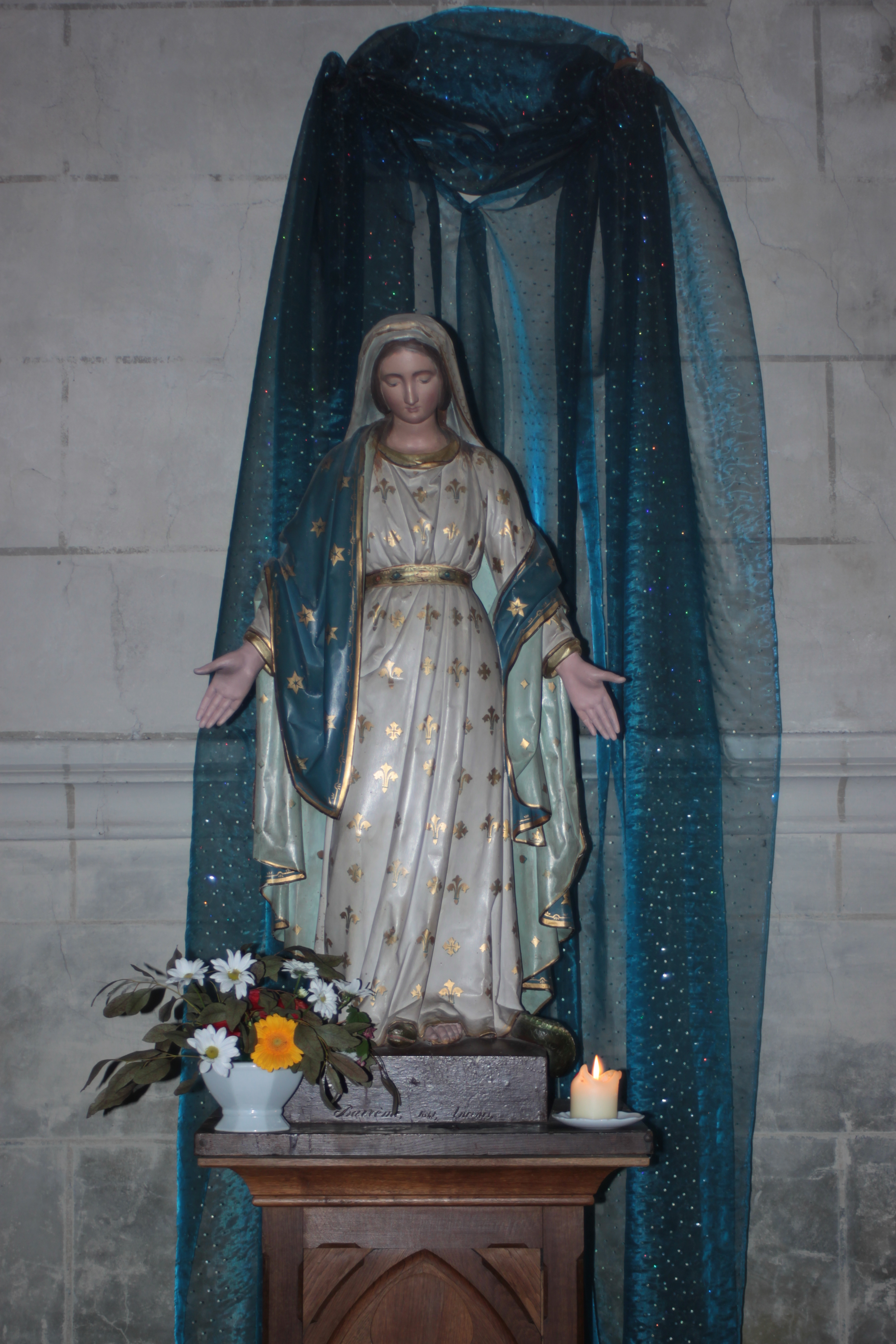
La Vierge.